# Барбара Бломберг
Барбара Бломберг (на немски: Barbara Blomberg) е най-възрастната дъщеря на търговеца Волфганг Плумбергер и неговата жена Сибила. Тя е майка на Дон Хуан Австрийски, незаконен син на императора на Свещената Римска империя – Карл V. Застаряващият император се запознал с нея в Регенсбург. Той не бил горд с тази си афера и когато Барбара родила сина му, той го взел в Испания и го предал на своя любим слуга Квисад. До смъртта на императора, никой не подозирал за съществуването му.